# 1983 na informática

## Eventos
- A Compaq lança o seu primeiro microcomputador, concebido com base em engenharia reversa
- Richard Stallman cria a Free Software Foundation
- O Unix system V, System Five é uma das primeiras versões comerciais do sistema operacional Unix.